# Kambrium

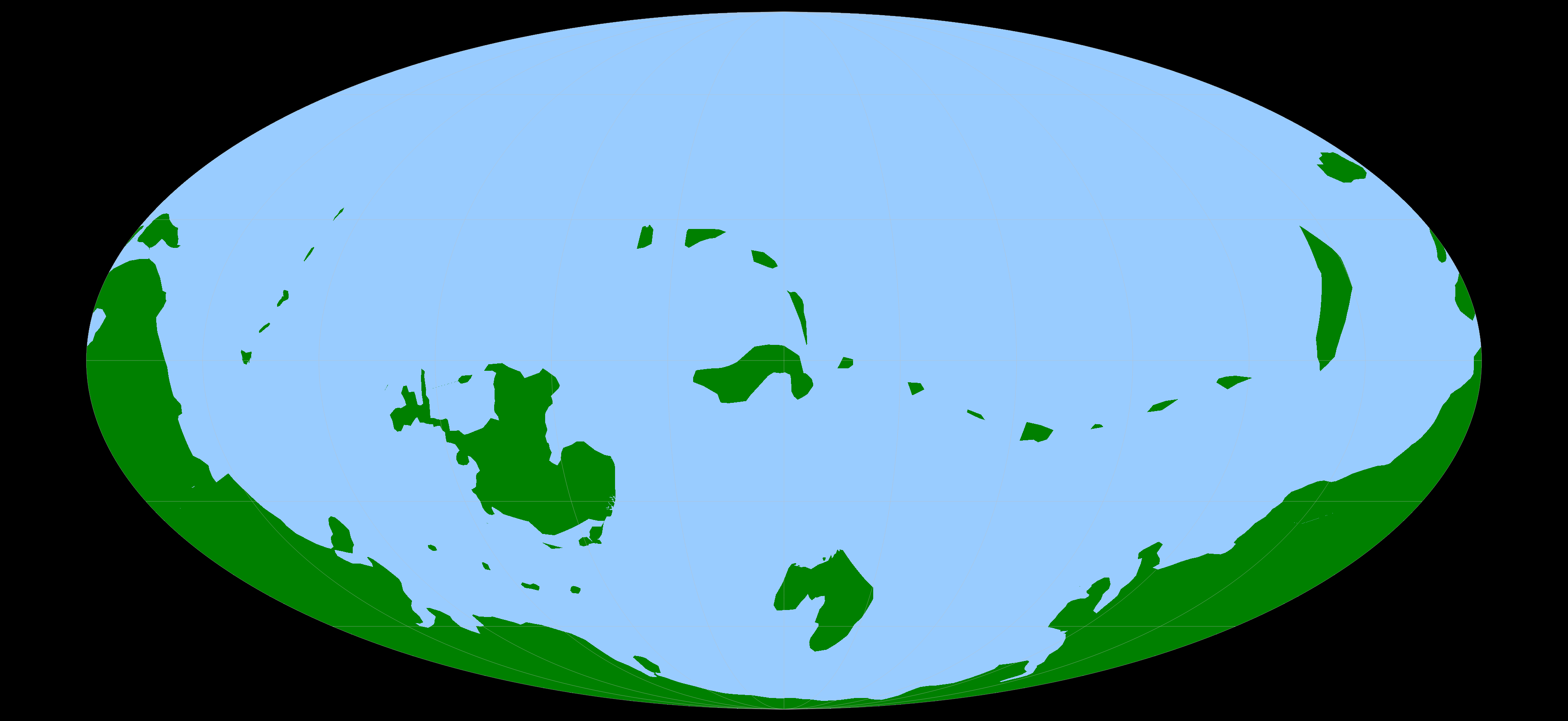
Rekonstrukce globální mapy z období cca před 510 miliony lety, tedy ze středního kambria

Kambrium je první perioda prvohor (paleozoika). Jeho počátek je kladen před cca 542 mil. let, končí cca před 488 mil. let se začátkem ordoviku. Je nejstarším obdobím, v jehož horninách byly nalezeny četné fosilizované mnohobuněčné organismy. 
Název poprvé použil anglický geolog Adam Sedgwick roku 1833 dle středověkého latinského označení Walesu (Cambria) – protože v této zemi jsou kambrické geologické vrstvy dobře pozorovatelné – pro spodní část vrstev ležících diskordantně na proterozoiku. Původní rozsah vymezený Sedgwickem však zahrnoval i vrstvy později zařazené do ordoviku. Dříve bylo kambrium vymezeno na období před 570–500 mil. let. Spodní hranice je stanovena nástupem primitivních útesotvorných organismů (Archaeocyatha) a raných členovců (trilobiti). Pro tuto hranici je typické zvýšení obsahu izotopu C-13, které dle některých autorů svědčí o následcích dopadu mimozemského tělesa. Tohoto stáří je například horizont sopečného popela v Ománu, obsahující zirkony, jejichž radiometrické stáří je 542 mil. let. Podobná data poskytly anomálie C-13 na Sibiři a v Namibii. Svrchní hranice je dána nástupem trilobitů rodu Jujuyaspis, jenž je vůdčí fosílii spodního ordoviku. V roce 2002 stanovila Mezinárodní subkomise pro stratigrafii rozpětí kambria na 545–490 mil. let.

## Členění kambria

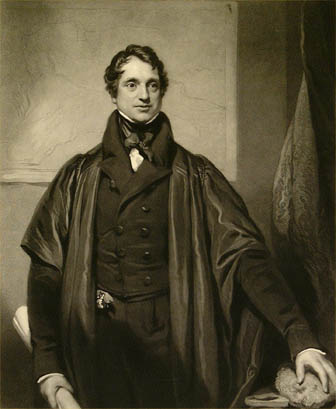
Adam Sedgwick (1785–1873), britský geolog

Obecně se kambrium dělí na 3 oddíly: spodní (časově nejdelší), střední a svrchní. Každý z nich je charakterizován specifickým faunistickým obsahem. V anglické literatuře se můžeme setkat s označením Waucoban, Albertian a Furongian (Croixian). Ve Francii se používají biostratigrafické jednotky společné pro vývoj kambria v jižní Evropě (Francie, Itálie, Španělsko), pro spodní kambrium Cordubien, Ovétien, Mariannien a Bilbillien, definované ve Španělsku, pro střední Léonien, Caesaraugustien a Languedocien. Podle hlavních rodů trilobitů se v baltsko-atlantské paleozoogeografické provincii zastarale označuje spodní kambrium jako olenellové (dle rodu Olenellus), střední jako paradoxidové (rod Paradoxides) a svrchní jako olenové (rod Olenus). Každý oddíl kambria je regionálně dále členěn na faunistické stupně. Mezinárodní komisí pro stratigrafii byl však dosud uznán pouze svrchnokambrický Paibian. V roce 2004 mezinárodní subkomise pro kambrickou stratigrafii rozčlenila kambrium na 4 série a 10 etáží. Série 1 a 2 odpovídá spodnímu kambriu, etáž 1 začíná s nástupem Trichophycus pedum, etáž 2 objevením archeocyátů, 3 etáž s trilobity Fallotaspididae a 4 etáž s trilobity Olenellus v oblasti Laurentie a Redlichiidae v Gondwaně. Série 3 koresponduje se středním kambriem, etáž 5 začíná s nástupem trilobitů Oryctocephalus, etáž 6 (Drumien) Ptychagnostus a 7 etáž Lejopyge laevigata. Čtvrtá série, zvaná Furongian, odpovídá svrchnímu kambriu, etáž 8 (Paibian) s objevením trilobitů Glyptagnostus reticulatus, 9 etáž s Agnostotes orientalista, 10 etáž pak s trilobity Lotagnostus americanus.

### Regionální faunistické stupně
(převzato z anglického originálu)
|                  | Čínský štít   | Severní Amerika   | Rusko-Kazachstán | Austrálie    | Regionální   |
| ---------------- | ------------- | ----------------- | ---------------- | ------------ | ------------ |
| Furongian        |               | Ibexian (část)    | Ayusokkanian     | Idamean      | Dolgellian   |
| Furongian        |               | Sunwaptan         | Sakian           | Mindyallan   | Festiniogian |
| Furongian        |               | Steptoan          | Aksayan          | Payntonian   | Maentwrogian |
| Furongian        |               | Marjuman          | Batyrbayan       |              |              |
| střední kambrium | Maozhangian   | Marjuman          | Mayan            | Boomerangian |              |
| střední kambrium | Zuzhuangian   | Delamaran         | Amgan            | Undillian    |              |
| střední kambrium | Zhungxian     |                   |                  | Florian      |              |
| střední kambrium |               |                   | Templetonian     |              |              |
| střední kambrium |               | Dyeran            |                  | Ordian       |              |
| spodní kambrium  | Longwangmioan | Dyeran            | Toyonian         | Ordian       | Lenian       |
| spodní kambrium  | Changlangpuan | Montezuman        | Botomian         |              |              |
| spodní kambrium  | Qungzusian    |                   | Atdabanian       |              |              |
| spodní kambrium  | Meishuchuan   |                   | Tommotian        |              |              |
| spodní kambrium  |               | Nemakit-Daldynian |                  |              |              |

## Paleogeografie
Rozmístění kontinentů v kambriu bylo značně odlišné od podoby, kterou známe dnes. Stabilní pevninské štíty - jihoamerický, africký, arabský, indický, antarktický a australský tvořily jediný superkontinent - Gondwanu, ležící nepochybně převážně na jižní polokouli. Další bloky, kanadský (Laurentia), baltický (Baltica), sibiřský (Angara), čínský a kazašský byly vzájemně odděleny oceány, byly částečně vynořeny popř. pokryty mělkými epikontinentálními moři. Dle nálezů fauny se tyto bloky nacházely v teplé klimatické zóně.
Pro spodní a střední kambrium je příznačná mořská transgrese, dosahující vrcholu ve středním karbonu. Plynulý přechod sedimentace od proterozoika byl zjištěn hlavně na sibiřském štítu, v Maroku a v Austrálii. Vrchní kambrium je charakteristické regresí moře a častými stratigrafickými hiáty. Pouze v severní Americe má transgresivní ráz.
Horniny spodního kambria představují často mělkovodní klastika (slepence, pískovce), vrstevnaté biochemické archeocyátové vápence (indikující teplé klima). Známá jsou ložiska evaporitů (Sibiř, Indie, Austrálie, Sev. Amerika)

### Tektonika
Ve spodním kambriu doznívá assyntské (kadomské) vrásnění. Ve svrchním kambriu se tektonická aktivita označuje jako fáze sardinská (trvá do spodního ordoviku). Větší orogenetická aktivita je v oblasti střední Asie, kde probíhalo salairské vrásnění ve dvou etapách. Další tektonické pohyby mají jen lokální význam, doložený stratigrafickými hiáty (sandomierská fáze v Polsku).

## Kambrická fauna

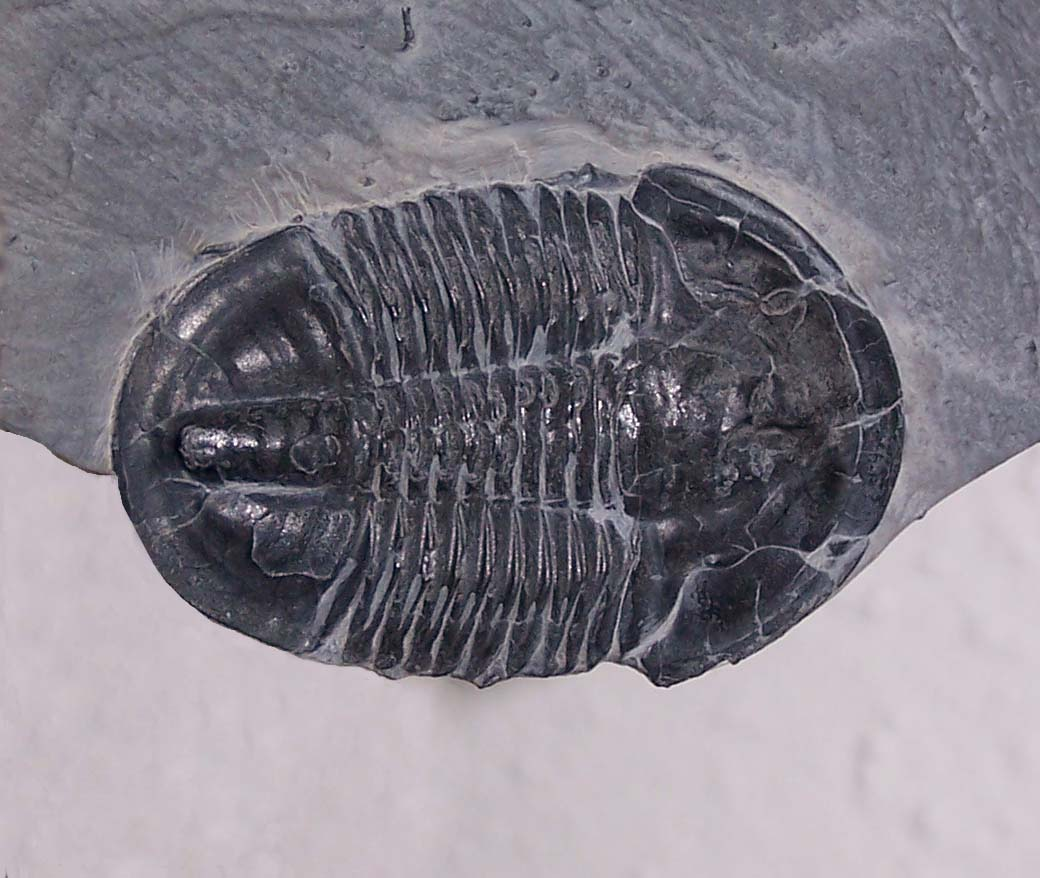
Zkamenělina trilobita Asaphiscus wheeleri

Ve vrstvách spodního kambria se náhle objevuje velké množství bezobratlých živočichů. Bouřlivý nástup je někdy nazýván evoluční explozí. Během kambria se pak objevují všechny hlavní živočišné kmeny: Porifera (mořské houby), Vermes (červi), Coelenterata, Bryozoa (Mechovky), Brachiopoda, Mollusca, Arthropoda, Echinodermata a v pozdním kambriu i Vertebrata. Jedna z vědeckých teorií předpokládá, že došlo ke zvýšení hladiny kyslíku, které umožnilo rychlejší životní pochody, čímž organismy získávaly dostatečný zdroj energie pro budování pevných schránek a koster. Jiná teorie uvádí, že k tomuto vývoji došlo vlivem změn v chemismu oceánských vod.
Nejvýznamnější skupinou kambria byli trilobiti (asi 60 % všech živočišných druhů). Dle nich jsou vymezovány faunistické provincie a používají se pro podrobné zonální členění. Ve spodním kambriu jsou to především rody Olenellus, Fallotaspis, Holmia, Protolenus, Strenuella, ve středním Paradoxides, Ptychoparia, Conocoryphe, Sao, Agraulos, Ellipsocephalus. Drobní agnostidní trilobité s redukovaným počtem hrudních článků (2-3) umožňují zonální členění středního a svrchního kambria. Dle rozšíření trilobitů se vyčleňují následující biostratigrafické provincie:
- atlantická (akadobaltická) s dílčí severoevropskou a mediteránní, zahrnující Evropu, severní Afriku a východní část Severní Ameriky
- pacifická (Severní Amerika, sever Skotska)
- sibiřská
- čínská (jihoasijsko-australská)

Významnou skupinou výlučně spodního a středního kambria jsou Archaeocyatha. Vytvářeli pevné vápnité schránky s kornoutovitou kostrou, pevně přisedlé k podkladu. Místy tvořili vápencové masy svědčící o mělkém a teplém moři. 

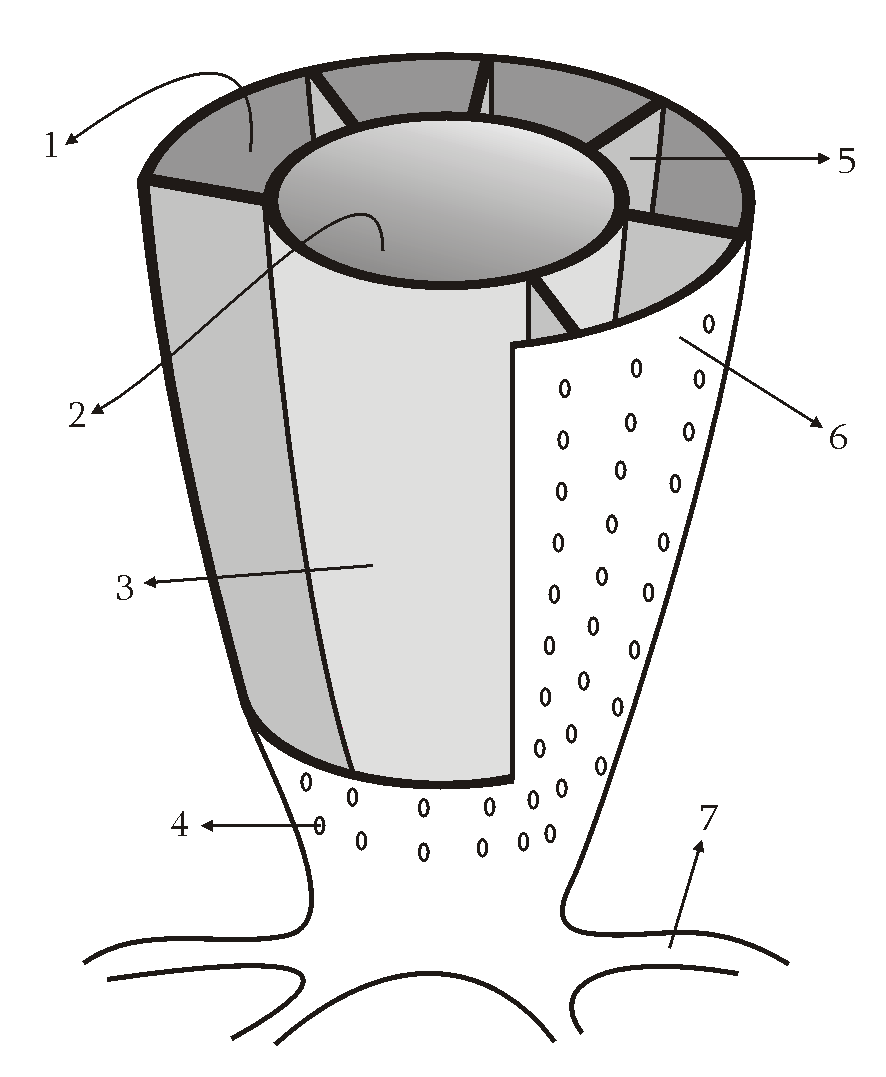
Anatomie kostry archeocyátů

Začíná rozvoj ramenonožců (Brachiopoda), tvořících asi 30% kambrijské fauny. Z prvních bezzámkových forem jsou to Inarticulata s chitinovými schránkami (Lingulella, Obolella). Ve středním kambriu se objevují druhy s dobře vyvinutým zámkem a vápnitými schránkami (Bohemiella z českého kambria).
Echinodermata (ostnokožci) jsou zastoupeni přisedlými primitivními lilijicemi (Eocrinoidea), plochými, volně ležícími či přisedlými druhy Edrioasteroidea (např. Stromatocystites), pokládanými za předchůdce hvězdic a ježovek.
Vzácně se vyskytují měkkýši (Mollusca), diferencované do všech hlavních tříd. Nálezy primitivních hlavonožců jsou známy z Dálného východu. Nejstarší známí mlži jsou rodu Fordilla ze Severní Ameriky. Významnější jsou zástupci vyhynulé třídy Hyolithida (hyolité) s vápenatými kuželovitými schránkami, uzavřenými víčky.
Významnými paleontologickými lokalitami jsou střednokambrijské burgesské břidlice v Britské Kolumbii (Severní Amerika) s nálezy velmi zachovalých zkamenělin (včetně měkkých částí, např. údajný strunatec Pikaia) a spodnokambrijské břidlice provincie Jün-nan (Čína).

## Kambrická flóra
Dobře zachované zbytky rostlin jsou v kambriu velmi vzácné. Výjimku tvoří mořské vápnité řasy a sinice. Nejsou známy nálezy suchozemských rostlin (přestože na základě tzv. biomolekulárních hodin je přítomnost primitivních zástupců na vlhkých místech souše již předpokládána).

## Regionální přehled

### Asie
Kambrium je rozšířené jak v mobilních geosynklinálních oblastech, obklopujících sibiřský a čínský štít (pohoří Altaj, Salair, Kašmír, Thajsko), tak na jejich povrchu, zaplaveném mělkým epikontinentálním mořem. Stratigrafický význam mají sedimenty na sibiřském štítu, konkordantně uložené na svrchním proterozoiku. Nejspodnější část kambrických sedimentů s četnými nálezy archeocyátů a primitivních měkkýšů patří stupni tommot. V nadložních vrstvách se již objevují první trilobiti (Profallotaspis). Na čínském štítu převládají sedimenty s faunou jihoasijsko-australské provincie.

### Austrálie, Antarktida
Při východním okraji patří kambriu sedimenty tasmánské mobilní oblasti, na jižním uloženiny adelaidské mobilní oblasti, které leží konkordantně na svrchním proterozoiku se známou ediakarskou faunou. 

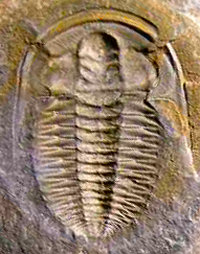
Rod Estaingia ze spodního kambria, ostrov Kangaroo

 Spodní kambrium tvoří vápence s archeocyátovými útesy až 200 km dlouhými. V nadloží převládají břidlice s hojnými trilobity. Mocné příkrovy bazaltů jsou výsledkem vulkanické činnosti na konci kambria. V Antarktidě byly nalezeny archeocyátové vápence u pobřeží Rossova moře a ve vrtech v oblasti Weddellova moře.

### Severní Amerika
Mobilní oblasti lemovaly kanadský štít, na západě kordilérská (Skalnaté hory), na východě appalačská (součást Protoatlantiku), na severu franklinská. Sedimenty dosahují mocnosti i přes 5000 metrů. Jsou zastoupeny pískovce, vápence a místy vulkanity.

### Západní Evropa
Součástí Protoatlantiku byla kadomská mobilní oblast v sz. Evropě sahající přes britské ostrovy do Norska a dále na sever a sz. do východního Grónska a na Špicberky. Spodní kambrium má transgresivní charakter s převahou klastik. Střední kambrium reprezentují peliticko-karbonátické sedimenty, ve svrchním kambriu znovu písčité uloženiny. Ve Walesu dosahují sedimenty kambria mocnosti až 5 km. Na armorickém masívu (sz. Francie) byla sedimentace doprovázena kyselým vulkanismem (ryolity). 

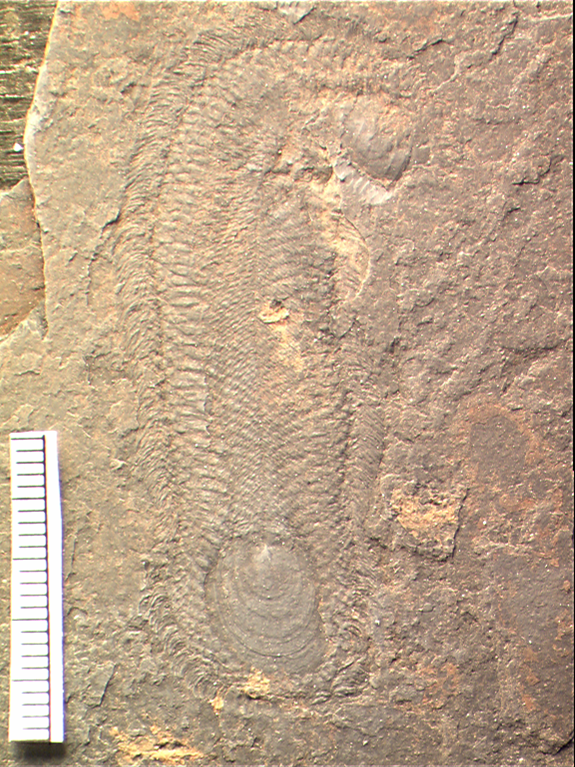
Halkieria evangelista ze spodního kambria severního Grónska

### Baltická oblast
Kambrium je známo z jižního a středního Švédska, ostrova Bornholm a pobaltských republik. Jsou to sedimenty mělkého moře, písčité (spodní kambrium), známý je leningradský modrý jíl - vrstva asi 80 m mocná s hyolity, spórami a gastropody. Ve středním kambriu převládají břidlice bohaté pyritem. V okolí Osla lze sledovat vývoj trilobitových faun, umožňujících podrobné zonální členění.

### Mediteránní oblast
Ke kambriu patří sedimenty ve Španělsku (Iberská meseta), Francii (Montage Noire, Pyreneje, Normandie, Ardeny, oblasti kolem řeky Loiry), Sardinii, Maroku (Antiatlas). Ve spodním kambriu jsou to klastika (křemence, arkózy) s karbonáty, ve středním kambriu převládají břidlice s trilobitovou faunou blízkou českému středními kambriu. Ve svrchním kambriu se zvyšuje podíl písčitých (flyšoidních) sedimentů s faunou blízkou pacifické provincii. Oblast patří k Prototethysu, na západě navazuje na oblasti Severní Ameriky a pokračuje na východ až do oblasti dnešní jihovýchodní Asie.

## Český masív

### Barrandien
Sedimenty kambria v oblasti Barrandienu leží diskordantně na kadomsky zvrásněném proterozoiku. Na povrch vystupují v tektonicky predisponované kadomské depresi v brdské (příbramsko-jinecké) a skryjsko-týřovické oblasti.

#### Brdské kambrium
V Brdském kambriu se ve spodním kambriu vyskytují kontinentální sedimenty mocné až 3000 metrů (aluviální kužely, nivy, řečiště), ve středním kambriu dochází k mořské transgresi (sedimenty až 400 metrů mocné), naopak ve svrchním kambriu se objevují regresní sedimenty a četné vulkanity. Průřez sedimenty:
- spodní kambrium
  - žitecko-hlubošské souvrství (žitecké slepence, hlubošské slepence)
  - sádecké souvrství (pískovce, droby)
  - holšinsko-hořické souvrství (holšinské slepence, hořické pískovce, pasecké břidlice se zbytky členovce Kodymirus vagans, považované za nejstarší českou živočišnou fosílii)
  - kloučecko-čenkovské souvrství (kloučecké slepence, čenkovské pískovce)
  - chumavsko-baštinské souvrství (slepence, pískovce)
- střední kambrium
  - jinecké souvrství (břidlice, pískovce, slepence, faunisticky bohaté mořské sedimenty)
  - ohrazenické souvrství (slepence)
- svrchní kambrium
  - pavlovské souvrství (pavlovské slepence, strašické vulkanity - andezity, ryolity, bazalty)

#### Skryjsko-týřovická oblast
- střední kambrium
  - milečské slepence
  - týřovické slepence
  - skryjské paradoxidové břidlice s hojnou trilobitovou faunou
  - vosnické slepence
- střední-svrchní kambrium - vulkanity křivoklátsko-rokycanského komplexu (andezity, dacity, ryolity) až 1000 metrů mocné

### Železné hory
Kambriu patří senické vrstvy, dále oblast kolem Heřmanova Městce, kde droby a pískovce pokračují do podloží české křídové tabule

### Sasko-durynská oblast
V Ašském výběžku jsou zastoupeny horniny arzberské skupiny, která je problematického stáří (svrchní proterozoikum - spodní kambrium)s fylity a svory, bez nálezů fosílií.

### Krušné hory
Ke kambriu jsou řazeny bez paleontologického doložení svory klínovecké skupiny.